# 叙利亚国民军
叙利亚国民军（羅馬化：al-Jayš al-Waṭanī as-Sūrī），前称自由叙利亚军，是叙利亚内战中反对派阵营叙利亚临时政府的武装联盟，目前已解散。2017年，该联盟在土耳其的支持下正式成立，由在2011年7月内战初期出现的多个叛军派系组成，土耳其为其提供资金、训练和军事支持。在2024年敘利亞西北部攻勢中，敘利亞國民軍也參加了反對派推翻阿薩德政權的行動，並从庫爾德人的東北部自治行政區手中夺取位于阿勒頗以北40公里处的塔爾里法特。2025年1月29日，在敘利亞革命勝利宣告會議上，该联盟宣布解散，其麾下武装转由敘利亞過渡政府的国防部管理。